# دانشگاه میشیگان – فلینت
دانشگاه میشیگان–فلینت (UM-Flint) یک دانشگاه دولتی در فلینت، میشیگان است. این کالج در سال ۱۹۵۶ به عنوان کالج ارشد فلینت تأسیس شد، در ابتدا به عنوان یک شعبه از راه دور از دانشگاه میشیگان تأسیس شد و دوره‌های مقطع کارشناسی ارشد را ارائه می‌داد. در سال ۱۹۷۰ این مؤسسه به یک دانشگاه تمام عیار تبدیل شد. پس از آن، نام به دانشگاه میشیگان-فلینت تغییر یافت، در حالی که همچنان به سیاست‌های هیئت مدیره دانشگاه میشیگان پایبند بود.
دانشگاه میشیگان–فلینت یکی از پنج دانشگاه دکترا/حرفه‌ای در ایالت میشیگان است. این دانشگاه به همراه دانشگاه اوکلند، دانشگاه میشیگان-دیربورن و دانشگاه ایالتی وین یکی از چهار عضو ائتلاف دانشگاه‌های شهری و متروپولیتن (CUMU) در ایالت میشیگان است.